# 松坂沙耶
松坂 沙耶（まつざか さや、1989年5月17日 - ）は、日本のAV女優。ウェーブプロモーション所属。
千葉県出身。血液型:O型。身長:166cm。スリーサイズ:B84(D)・W58・H85。

## 略歴・人物
2009年にAVデビュー。長身で巨乳のロリ系AV女優である。

## 出演作品

### アダルトビデオ
2009年
- Street Snap 03 （7月10日、プレステージ）
- 祭でアッパーな浴衣ギャルとヤる!! 3 （8月1日、プレステージ）…オムニバス作品
- ギャルズトーク 07 （9月10日、プレステージ）
- スゴ〜く! 制服の似合う素敵な娘 さや （9月13日、オーロラプロジェクト）
- 「わたしが上でエッチしてあげる。」 AV女優ノンフィクション 松坂沙耶 （10月25日、オーロラ・プロジェクト）
- 女子のお宅に、おじゃまします。 issue.03 （11月3日、プレステージ） ※「藤井紗耶」名義
- ネオロリ!! 白桃美巨尻スレンダー美少女HIP （11月7日、オーロラ・プロジェクト）
- 援交 転校生 （11月13日、アップス）
- 素人コギャルHEAVEN 4時間 NEO 14 （11月20日、おかず。）…オムニバス作品
- 中出し女子校生暴行 大人をナメると痛い目みるゼ!! （11月25日、ビッグモーカル）…オムニバス作品
- 家庭教師 キケンな二人 You can’t dangerous love （12月7日、ビーフリー）
- 東京中出し女子校生 15 （12月18日、S級素人）

2010年
- 「超絶可愛い女子社員」ベスト4!! SOD女子社員4人組 恥じらいの初脱ぎ!! （1月7日、SODクリエイト）※「松下彩香」名義
- キチクリンカン 88 （1月7日、アタッカーズ）
- 東京裏撮り女子校生 （1月15日、おかず。）…オムニバス作品
- SOD女子社員（恥）女子社員高感度調査 240分スペシャル! （1月21日、SODクリエイト）…オムニバス作品 ※「松下彩香」名義
- レギンス娘しか見たくない! 4時間 （1月22日、TMA）…オムニバス作品
- 東京三ツ星女子校生 11 （2月1日、EROS HEARTS） ※「なな」名義
- いいなり。家出掲示板書き込み少女…仮名 さや （2月3日、チーム川崎）
- コスプレ縞パンニーソックス （2月12日、TMA）…オムニバス作品 ※発売中止
- 息子の高校生の彼女を痴漢したら逆に惚れられちゃって困った （2月18日、ナチュラルハイ）…オムニバス作品
- 生中出し女子校生 19 （2月19日、BAZOOKA）…オムニバス作品 ※レンタル作品
- 生中出し女子校生 4時間 9 （2月19日、BAZOOKA）…オムニバス作品
- Men's コンビニエンス 5 《口撃専門:手使用禁止 No Hand フェラ》 （3月3日、チーム川崎）…オムニバス作品
- エロセク素人ギャルナンパ!! 勃起チ○ポの突破力!! ベロチューで火が付いてしまったギャルはガン勃ちチ○ポ手コキで発情MAX!!! （3月4日、GARCON）…オムニバス作品
- 特選!!S級素人ギャルコレクション 20 （3月26日、BAZOOKA）…オムニバス作品 ※レンタル作品
- 特選!!S級素人ギャルコレクション 4時間 10 （3月26日、BAZOOKA）
- 目指せ! 川崎! 素人千人斬り! 〜残り948人/1000人〜 （4月1日、チーム川崎）…オムニバス作品
- 淫尻授業 （4月16日、映天）
- 失神痴漢 2 （4月22日、ナチュラルハイ）
- 羞恥！全裸書道 （4月22日、サディスティックヴィレッジ）

### アダルトサイト
- REAL LIFE FILE:281 西野さえこ （REAL LIFE） ※「西野さえこ」名義

### イメージビデオ
- アイドル王国 Vol.3 NAMIE （2010年1月29日、オルスタックピクチャーズ） ※「NAMIE」名義